# Установка фракціонування у Зувайтіні
Установка фракціонування у Зувайтіні – підприємство нафтогазової промисловості Лівії, яке здійснює розділення суміші зріджених вуглеводневих газів (ЗВГ).
Запуск установки почався у 1971-му, а в січні 1972-го з порту Зувайтіна відправили перший вантаж ЗВГ. Ресурс для роботи установки – супутній нафтовий газ та конденсат – подали по спеціалізованому трубопроводу Інтісар – Зувейтіна. 
Результатом фракціонування є товарні пропан, бутан та naphtha (суміш легких вуглеводнів фракції С5+, що передусім використовується нафтохімічною промисловістю).
Відвантаження відбувається через термінал Зувайтіна, який має резервуари для зберігання 986 тисяч барелів naphtha, 136 тисяч барелів бутану та 86 тисяч барелів пропану (за іншими даними, порт міг зберігати 240 тисяч барелів бутану та 270 тисяч барелів пропану).
В 2010-х роках на тлі громадянської війни та нестабільності фракціонатор міг простоювати роками. Так, в 2018-му його запустили після чотирьохрічної перерви.